# Neodrepanis hypoxantha
Neodrepanis hypoxantha е вид птица от семейство Philepittidae. Видът е световно застрашен, със статут Уязвим.

## Разпространение
Видът е разпространен в Мадагаскар.